# Stotnik Amerika: Prvi maščevalec
Stotnik Amerika: Prvi maščevalec je ameriški superjunaški film iz leta 2011, ki temelji na istoimenskem liku iz Marvelovih stripov. Film je režiral Joe Johnston, scenarij pa sta napisala Christopher Markus in Stephen McFeely. V filmu igrajo Chris Evans, Tommy Lee Jones, Hugo Weaving, Hayley Atwell, Sebastian Stan, Dominic Cooper, Toby Jones, Neal McDonough, Derek Luke in Stanley Tucci.  V filmu med drugo svetovno vojno se Steve Rogers, krhki moški, spremeni v supervojaka Stotnika Ameriko in mora Rdeči lobanji preprečiti uporabo Tesseracta kot vira energije za svetovno prevlado. 
Razvoj filma se je začel leta 1997, distribucijo pa je načrtoval Artisan Entertainment. Vendar je tožba prekinila projekt in je bil znova zagnan šele septembra 2003. Leta 2005 je Marvel Studios prejel posojilo od Merrill Lynch in načrtoval financiranje in izdajo filma prek Paramount Pictures. Režiserja Jon Favreau in Louis Leterrier sta se potegovala za režijo, preden so leta 2008 najeli Johnstona. Glavni igralci so bili izbrani med marcem in junijem 2010. Produkcija se je začela junija, snemanje pa je potekalo v Londonu, Manchestru, Caerwentu, Liverpoolu in Los Angelesu.
Stotnik Amerika: Prvi maščevalec je bil premierno predvajan v gledališču El Capitan v Los Angelesu 19. julija 2011, v Združenih državah pa je bil izdan 22. julija kot del prve faze MCU. Film je bil komercialno uspešen, saj je zaslužil več kot 370 milijonov dolarjev po vsem svetu in prejel pozitivne ocene kritikov, ki so pohvalili Evansov nastop, filmsko upodobitev časovnega obdobja 1940-ih in Johnstonovo režijo. Izšli sta dve nadaljevanji: Stotnik Amerika: Zimski vojak (2014) in Stotnik Amerika: Državljanska vojna (2016).

## Vsebina
Dandanes znanstveniki na Arktiki odkrijejo strmoglavljeno staro letalo, v katerem najdejo zamrznjenega človeka, skupaj z okroglim ščitom. Predtem, marca 1942, med drugo svetovno vojno, nacistični generalpodpolkovnik in vodja Hidre Johann Schmidt iz mesta Tønsberg na Norveškem pod nemško okupacijo ukrade skrivnostno relikvijo, imenovano Tesseract, ki ima neizmerne božje moči.
Predtem v New Yorku Stevea Rogersa zavrnejo za pridružitev v ameriško vojsko zaradi njegove nizke postave in slabega zdravja. Med obiskom Stark Expo, dogodka, ki ga organizira slavni inženir Howard Stark, se Rogers poskuša ponovno prijaviti. Dr. Abraham Erskine, ko sliši Rogersa povedati svojemu najboljšemu prijatelju Jamesu "Buckyju" Barnesu, da se želi boriti za svojo državo, dovoli Rogersu, da se pridruži vojski. Pošljejo ga v strateški znanstveni rezervat kot del eksperimenta "super-vojaka" pod vodstvom Erskina, Starka, polkovnika Chesterja Phillipsa in britanske agentke MI6 Peggy Carter. Phillipsa ne prepričajo Erskinove trditve, da je Rogers prava oseba za poseg, dokler Rogers nesebično ne skoči na granato kot del testa. Erskine razkrije Rogersu, da je bil znanstvenik pod Schmidtovim vodstvom, dokler ta ni vzel prototipne različice formule supervojaka, ki mu je dala nadčloveško moč, a boleče spremenila njegov videz. 
Schmidt in dr. Arnim Zola izkoristita energijo Tesseracta za spodbujanje Zolajevih izumov in Hydrine načrtovane svetovne ofenzive. Schmidt odkrije Erskinovo lokacijo in pošlje morilca Heinza Krugerja, da ga ubije. Erskine in Stark pa Rogersa podredita zdravljenju, vbrizgata mu formulo in mu dodata "vita-žarke". Ko Rogers vstane po končanem eksperimentu, postani višji in bolj mišičast, Kruger pa ubije Erskina in pobegne z zadnjo vialo formule. Rogers zasleduje in ujame Krugerja, a se morilec izogne zaslišanju tako, da stori samomor, ko poje kapsulo s cianidom. Viala je med lovom uničena. Ker je Erskine mrtev in njegova formula izgubljena, ameriški senator Brandt Rogersa naroči turnejo po državi kot "stotnik Amerika", da bi promoviral vojne vezi, medtem ko znanstveniki preučujejo njegovo kri in poskušajo formulo spremeniti z obratnim inženirstvom. Leta 1943, med vojaško operacijo po Italiji, Rogers po bitki proti Schmidtovim silam izve, da je Barnesova enota MIA. Rogers naroči Carterju in Starku, da ga odpeljeta za sovražnikovo linijo, da organizira reševanje. Rogers se nato odpravi v Schmidtovo trdnjavo, kjer osvobodi Barnesa in druge zapornike ter se sooči s Schmidtom. Slednji pobegne, a najprej odstrani masko, da s tem razkrije rdeč, lobanji podoben obraz, zaradi katerega si je prislužil vzdevek "rdeča lobanja".
Rogers reši Barnesa in druge osvobojene zapornike, da sestavijo ekipo Horing Commandos. Stark Rogersa opremi s krožnim ščitom iz redke, skoraj neuničljive kovine, imenovane vibranij.  Rogers in njegova ekipa sabotirajo različne operacije Hydra, medtem ko se med njim on in Carterjevo začne razvijati romanca. Leta 1945 ekipa napade vlak, na katerem je bil Zola. Ujamejo ga, toda Barnes pade z vlaka in navidezno umre. Z uporabo informacij, pridobljenih od Zole, se najde končna trdnjava Hydra in Rogers organizira napad, da Schmidtu prepreči uporabo OMU v večjih ameriških mestih. Rogers se nato med vzletom povzpne na Schmidtov superbombnik. Med naslednjim bojem je Tesseract osvobojen in Schmidt ga pobere ter odpre portal v vesolje, skozi katerega ga potegne. Tesseract zgori v letalu in pade v ocean. Ker ne vidi možnosti za pristanek letala, ne da bi tvegal, da bi se njegovo orožje sprožilo, Rogers po radiu pokliče Carterjevo, da se poslovi od nje, preden strmoglavi na Arktiki. Po koncu vojne Stark pobere Tesseract z oceanskega dna, vendar ne more najti strmoglavljenega letala in domneva se, da je Rogers mrtev. 
Rogers se pozneje zbudi v bolnišnični sobi, ki spominja na stil sobe iz 1940-ih. Ko sliši radijski prenos bejzbolske tekme, ki se je je udeležil leta 1941, se Rogers pojavijo sumi in pobegne iz sobe. Znajde se na sodobnem trgu Times Square, kjer mu vodja S.H.I.E.L.D. Nick Fury mu sporoči, da je bil Rogers 70 let zamrznjen v ledu. V prizoru po koncu filma se Fury obrne na Rogersa in predlaga izvesti misijo, ki lahko prinese svetovne posledice. 

## Vloge
- Chris Evans - Steve Rogers/Stotnik Amerika

- Tommy Lee Jones - Chester Phillips

- Hugo Weaving - Johann Schmidt/Rdeča lobanja

- Hayley Atwell - Margaret "Peggy" Carter

- Sebastian Stan - James Buchanan "Bucky" Barnes

- Dominic Cooper - Howard Stark

- Toby Jones - Arnim Zola

- Neal McDonough - Timothy "Dum Dum" Dugan

- Derek Luke - Gabe Jones

- Stanley Tucci - Abraham Erskine

- Samuel L. Jackson - Nick Furry